# Винни-Пух: Кровь и мёд
«Ви́нни-Пух: Кровь и мёд» (англ. Winnie-the-Pooh: Blood and Honey) — британский независимый слэшер 2023 года, поставленный Рисом Фрейк-Уотерфилдом, который также выступил продюсером, сценаристом и монтажёром. Первый фильм во франшизе «Вселенная извращённого детства». Является вольной адаптацией книг Алана Милна и Эрнеста Шепарда о Винни-Пухе. Крейг Дэвид Даусетт сыграл Винни-Пуха, а Крис Корделл — Пятака; также в фильме снимались Эмбер Дойг-Торн, Николай Леон, Мария Тейлор, Наташа Роуз Миллс и Даниэль Рональд. Кинокартина рассказывает о Винни-Пухе и Пятаке, которые стали дикими и кровожадными убийцами, терроризирующими группу девушек из университета и взрослого Кристофера Робина, когда он возвращается в Стоакровый лес спустя много лет после ухода в колледж.
Фильм был анонсирован 24 мая 2022 года и привлёк широкое внимание из-за своей концепции. Он был снят студией Jagged Edge Productions совместно с ITN Studios и был запущен в производство после того, как 1 января 2022 года в общественное достояние в США перешла повесть «Винни-Пух». При бюджете 50 тысяч долларов десятидневные съёмки фильма проходили в Эшдаунском лесу Восточного Суссекса (Англия), который послужил вдохновением для Стоакрового леса.
Первоначально «Винни-Пух: Кровь и мёд» был предназначен для общенационального однодневного мероприятия, однако вследствие всплеска популярности в Интернете расширился до крупного мирового кинопроката. Премьера фильма состоялась 26 января 2023 года в Мексике, 15 февраля в США, 16 февраля в России и 10 марта в Великобритании. Фильм получил пять антипремий «Золотая малина» и негативные отзывы от критиков за низкий бюджет, сценарий и игру актёров, многие издания называли его худшим фильмом года. Несмотря на это, фильм заработал более семи миллионов долларов по всему миру, многократно окупив бюджет. Благодаря кассовому успеху был создан сиквел, «Винни-Пух: Кровь и мёд 2», который вышел на экраны 26 марта 2024 года.

## Сюжет
В детстве Кристофер Робин дружил с группой антропоморфных существ — Винни-Пухом, Пятаком, Кроликом, осликом Иа-Иа и Совой, — играл с ними, давал им еду. Затем он повзрослел и уехал учиться в колледж. Наступила зима, Пух и остальные оголодали и отчаялись. Они бросили жребий и съели Иа-Иа, а также возненавидели Кристофера Робина, как и всё, связанное с человечеством, и поклялись никогда не разговаривать на человеческом языке.
Пять лет спустя недавно женившийся Кристофер возвращается в Стоакровый лес, надеясь познакомить свою жену Мэри со своими старыми друзьями. Он находит покинутое место для игр. Мэри испытывает необъяснимый страх и умоляет мужа покинуть это место. Настойчивый Кристофер через коридор из деревьев добирается до покинутого дома. Молодожёны слышат тяжёлые шаги внизу и со страху прячутся. Услышав храп незнакомца, они тайком выходят наружу, но в этот момент Пятак набрасывает цепь на шею Мэри и душит её до смерти. Винни-Пух и Пятак окружают Кристофера Робина и уводят его в неизвестном направлении. В Стоакровом лесу начинают пропадать люди, полиция находит только расчленённые трупы.
Группа из шести девушек: Мария, Джессика, Элис, Зои, Лара и Тина арендуют коттедж в Стоакровом лесу, чтобы помочь Марии восстановиться после психологической травмы. Тина, выехавшая позже, сбивается с дороги и, заметив бегущего за ней Винни-Пуха, в панике прячется на покинутой фабрике. Однако Пух находит девушку и засовывает её головой в дереводробилку. Винни-Пух удерживает Кристофера в своём домике и истязает его, бичуя ослиным хвостом. Кристофер замечает труп Мэри в углу комнаты, и Пух обливает Робина кровью Мэри в отместку за то, что он оставил друзей на произвол судьбы.
Ночью Винни-Пух и Пятак устраивают кровавую охоту на девушек. Сначала они хватают Лару, сидящую в бассейне во дворе. Пятак удерживает её на земле, а Винни-Пух медленно наезжает колесом машины, дробя ей череп. Мария и Джессика находят её труп и спешат предупредить подруг, но Пятак опережает их, убивая кувалдой Зои. Подруги видят как друзья уносят Элис в чащу и следуют за ними, надеясь выручить подругу.
В домике Пуха подруги освобождают Кристофера и женщину по имени Шарлин. Пятак убил её мужа и истязал её. Жаждущая мести Шарлин завладевает револьвером девушек и ищет Пятака, однако Винни-Пух хватает её, а Пятак загрызает до смерти. Винни-Пух бросается в погоню за Марией и Джессикой, но Элис оглушает дубинкой Пятака, приковывает его и забивает до потери сознания его же кувалдой. Услышав крик друга, Винни-Пух возвращается и прибивает Элис к дереву, вонзив ей нож в рот.
Мария и Джессика добегают до дороги, где останавливают машину, в которой едут четверо мужчин. Они ничего не понимают, но решают вступиться за девушек и избивают Винни-Пуха монтировками. Придя в себя, тот убивает мужчин и успевает зацепиться за машину, на которой уезжают девушки. Мария направляет машину в дерево. Винни-Пух отрубает голову Джессике и вытаскивает из машины пришедшую в себя Марию, но в это момент подоспевший Кристофер Робин направляет машину на Винни-Пуха, раздавливая его между двумя машинами. Пришедший в себя Пух снова хватает Марию и достаёт нож. Кристофер умоляет Винни пощадить девушку, обещая провести остаток жизни в Стоакровом лесу с ним. Винни-Пух изрекает ответ: «Смешно» и вонзает нож в горло Марии. Кристофер убегает, в то время как Винни-Пух раз за разом вонзает нож в тело девушки.

## В ролях
| Актёр               | Роль            |
| ------------------- | --------------- |
| Николай Леон        | Кристофер Робин |
| Фредерик Дэллоуэй   | юный Кристофер  |
| Мария Тейлор        | Мария           |
| Наташа Роуз Миллс   | Джессика        |
| Эмбер Дойг-Торн     | Элис            |
| Даниэль Рональд     | Зоуи            |
| Наташа Тосини       | Лара            |
| Паула Коиз          | Мэри            |
| Мей Келли           | Тина            |
| Даниэль Скотт       | Шарлин          |
| Крейг Дэвид Даусетт | Винни-Пух       |
| Крис Корделл        | Пятак           |
| Маркус Мэсси        | Кольт           |
| Ричард Д. Майерс    | Логан           |
| Саймон Эллис        | Такер           |
| Джейс Риверс        | Джон            |
| Марк Халдор         | Даррел          |
| Тоби Уинн-Дэвис     | рассказчик      |

## Производство

### Разработка

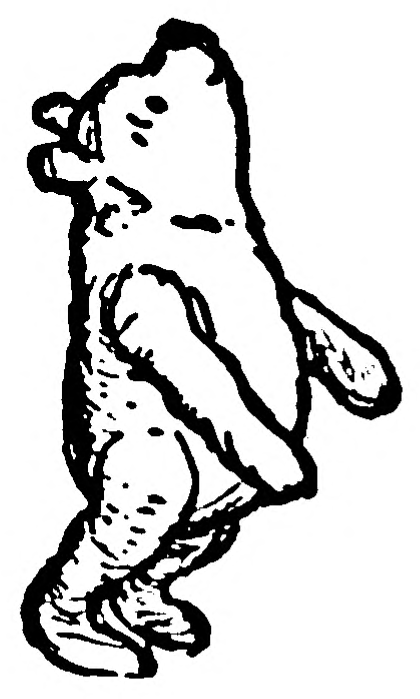
Несмотря на переход в общественное достояние оригинальной повести 1926 года, режиссёр Рис Фрейк-Уотерфилд был вынужден исключить из фильма все элементы, характерные диснеевской версии Винни-Пуха

26 мая 2022 года в СМИ появилась информация об анонсе хоррор-адаптации «Винни-Пуха». Права на персонажей с 1996 года принадлежали компании The Walt Disney Company, но с января 2022 года повесть «Винни-Пух» 1926 года перешла в общественное достояние в США; несмотря на это, Disney сохранила за собой права на создание проектов с участием героя в рамках своей медиафраншизы. Из-за этой лазейки в авторских правах режиссёр Рис Фрейк-Уотерфилд приступил к работе над фильмом «Винни-Пух: Кровь и мёд» в начале 2022 года. В беседе с Variety Фрейк-Уотерфилд описал Винни-Пуха и Пятака в своей адаптации как «маньяков-убийц», вернувшихся к своим «животным корням» после того, как Кристофер Робин их бросил:
Кристофер Робин уходит от них, лишая их еды, и это сильно осложняет жизнь Винни-Пуха и Пятака… Поскольку им приходилось так часто добывать себе пропитание, они, по сути, одичали. То есть вернулись к своим животным корням. Больше они не ручные: они стали злобными медведем и свиньёй, которые так и норовят бродить по округе и искать добычу.
Оригинальный текст (англ.)Christopher Robin is pulled away from them, and he’s not [given] them food, it’s made Pooh and Piglet’s life quite difficult… Because they’ve had to fend for themselves so much, they’ve essentially become feral. So they’ve gone back to their animal roots. They’re no longer tame: they’re like a vicious bear and pig who want to go around and try and find prey.

Маски Винни-Пуха и Пятака были созданы американской компанией по производству протезов-масок Immortal Masks. Персонаж Пуха в адаптации Фрейк-Уотерфилда одет в костюм дровосека, а не в красную футболку, как на диснеевском персонаже, чтобы избежать потенциальных судебных исков по авторским правам.

### Съёмки

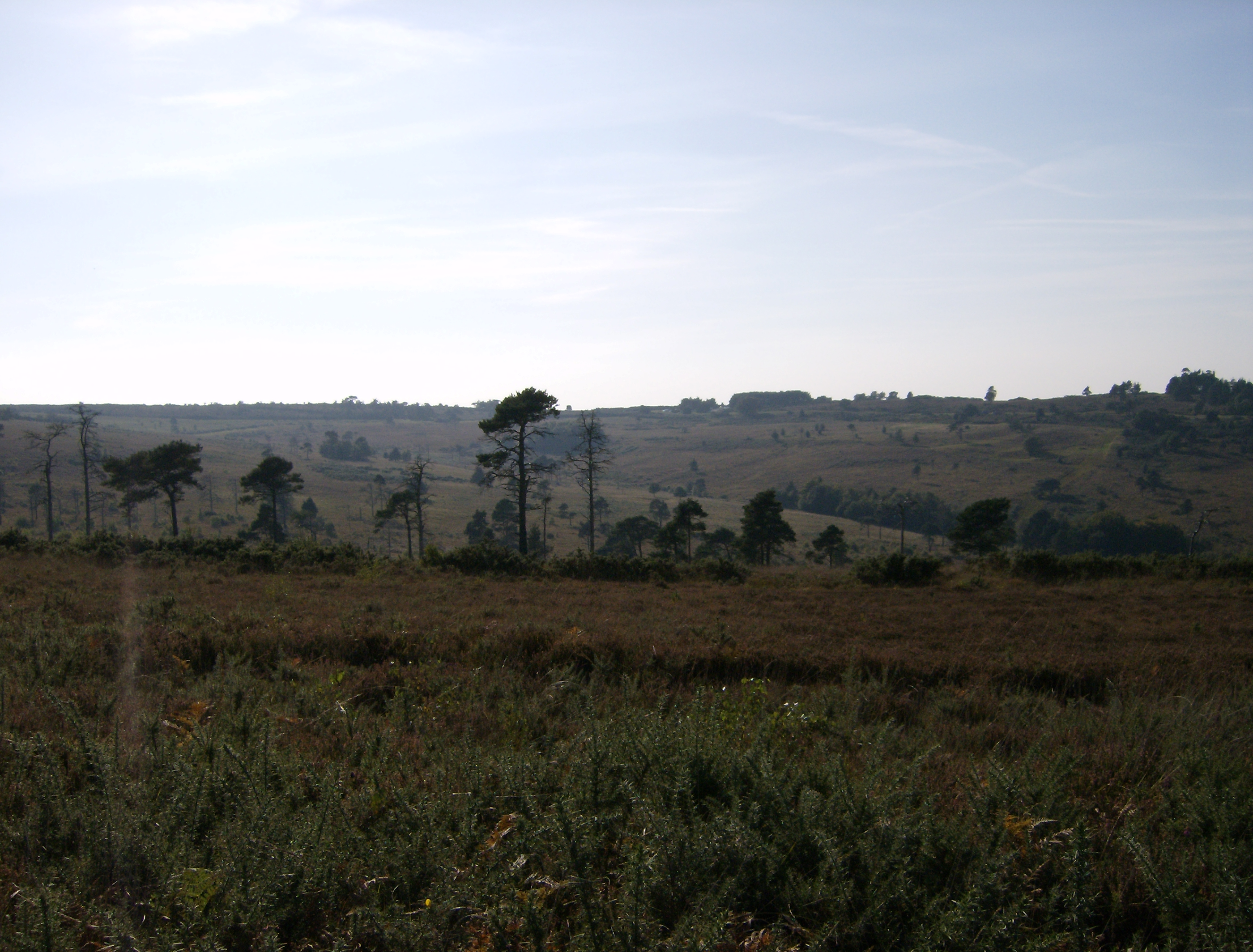
Эшдаунский лес

Съёмки фильма «Винни-Пух: Кровь и мед» проходили в апреле 2022 года в Эшдаунском лесу в Восточном Суссексе (Англия); картина была снята за 10 дней. Производством занималась компания Jagged Edge Productions в сотрудничестве с ITN Studios.
Вследствие роста популярности фильма в Интернете ITN увеличила бюджет, в результате чего в течение нескольких дней проводились пересъёмки. На тот момент «Винни-Пух: Кровь и мёд» был самым дорогим фильмом Фрейк-Уотерфилда и самым дорогим фильмом ITN, — бюджет составил 50 000 долларов.

### Музыка
В июле 2022 года Эндрю Скотт Белл стал композитором фильма. 14 июля Белл выложил на YouTube видео под названием «Винни-Пух: Кровь, мёд и скрипка» (англ. Winnie-the-Pooh: Blood, Honey, and Violins); в ролике рассказывается, как Белл вместе со своим менеджером Майком Розеном ехал из Лос-Анджелеса в Сан-Франциско, чтобы забрать у лютье-экспериментатора скрипку, наполненную медовыми сотами. В интервью Dread Central Белл рассказал:
Ещё в конце мая, примерно за день до того, как фильм массово завирусился, я начал замечать в сети разговоры о фильме ужасов про Винни-Пуха. Я помню, как искал его на IMDb и нашёл в Instagram режиссёра Риса Фрейк-Уотерфилда, где в его истории был скриншот комментария некоего человека, в котором говорилось нечто вроде «ваш фильм испортит нам детство». Его реакция была следующей: «Именно это я и пытаюсь сделать — испортить всем детство».
Оригинальный текст (англ.)Back in late May, a day or so before the film went massively viral, I started seeing some online chatter about a Winnie-the-Pooh horror movie. I remember looking it up on IMDb and finding the director Rhys Frake-Waterfield on Instagram where his story had a screenshot of a person's comment saying something to the effect of "your movie is ruining our childhoods". His reaction was, "that's what I'm trying to do, ruin everyone's childhood".

## Релиз
Премьера фильма «Винни-Пух: Кровь и мёд» должна была состояться в октябре 2022 года, но из-за возросшей популярности в сети и пересъёмок картину перенесли на 2023 год. Показы в Мексике начались 26 января 2023 года под эгидой компании Cinemex. Изначально показ «Крови и мёда» планировался на одну ночь в кинотеатрах США, Великобритании и Канады в феврале 2023 года, права на прокат приобрели Fathom Events (в США) и Altitude Film Distribution (в Великобритании). В январе 2023 года фильм получил расширенный кинотеатральный релиз в США с 15 февраля, с 16 февраля в России и с 10 марта в Великобритании. На одну неделю с 17 марта в США лента получила повторный прокат. Релиз в Гонконге был отменён из-за якобы технических неполадок, но, вероятнее всего, всему виной — интернет-мемы, сравнивающие Винни-Пуха и генерального секретаря Коммунистической партии Китая (КПК) Си Цзиньпина; по той же причине прокат в Китае не получил «Кристофер Робин» 2018 года.

### Маркетинг
После анонса фильма писательница Salon Келли Макклюр отметила, что «Винни-Пух: Кровь и мёд» — «идеальный пример того, что может произойти, если творческая работа станет достоянием общественности». Также Келли назвала фильм «ужасающей интерпретацией» Винни-Пуха. Джон Мендельсон, написавший для Collider, назвал кадры из фильма «топливом для кошмаров», а концепцию — «крайне странной», подчёркивая при этом, что «Интернет сходит с ума». Ротем Русак из Nerdist написал: «То, что культовый медведь был переработан в кошмарного монстра из слэшера, говорит о восхитительном воображении, и это нас очень вдохновляет». Джастин Картер из Gizmodo написал:
Привлекательность «Крови и мёда» будет полностью зависеть от того, насколько хорошо вы воспримете его посыл и не будете ли сразу отталкивать от себя идею превращения детских персонажей в убийц или их мрачную, мрачную предысторию. Интернет был наполнен подобными явлениями буквально десятилетие назад, и создаётся впечатление, что фильм снят по той же схеме.
Оригинальный текст (англ.)The appeal of Blood and Honey will depend entirely on if you're willing to meet the movie halfway on its premise, and aren't immediately turned off by the idea of children's characters being turned into murderers or having some dark, edgy backstory. The internet was filled with that sort of thing just a decade or so ago, and this feels like it's very much pulling from that same cloth.

Катарина Федер из Artnet написала: «… невозможно купить рекламу, подобную той, что была у них [создателей фильма], и что-то подсказывает мне, что этот инди-проект найдёт поддержку, реализовав уникальные идеи режиссёра об убийстве женщин в бикини».

### На домашних носителях
В Великобритании коллекционное издание «Крови и мёда» вышло на Blu-ray 5 апреля 2023 года, более простое издание — 14 апреля 2023 года. Цифровой релиз на Amazon Prime в США состоялся 11 апреля 2023 года. 2 июня 2023 года фильм получил широкое распространение на многих стриминговых платформах, таких как iTunes и Vudu.

## Восприятие

### Кассовые сборы
«Винни-Пух: Кровь и мёд» собрал $2 млн в США и Канаде и $5,6 млн на других территориях, включая $1 млн в Мексике; общие мировые сборы — $7,7 млн.

### Оценки и отзывы
На сайте-агрегаторе обзоров Rotten Tomatoes рейтинг фильма составил 3 % на основании 62 рецензий критиков со средней оценкой 2,2/10. Консенсус сайта гласит: «О, боже». На Metacritic рейтинг фильма составляет 16 баллов из 100 возможных на основании 19 обзоров, что указывает на «всеобщее неодобрение».
Кристиан Зилко из IndieWire дал фильму оценку «C+» и раскритиковал сценарий; тем не менее критик посчитал, что картина «превосходит все ожидания» по мастерству реализации убийств. Люк Томпсон из The A.V. Club упрекнул дешёвые эффекты и отсутствие связного сюжета, отметив при этом, что фильм справился с задачей стать слэшером по мотивам любимой детской книги. Таша Робинсон из Polygon отметила, что такие элементы, как кровопролитие и присущая сюжету гротескность, получились хорошо; рецензентка добавила, что плохие диалоги, отсутствие юмора и связи с первоисточником разрушили интересную задумку.
Деннис Харви из Variety негативно отозвался о «Крови и мёде» за отсутствие юмора, плохую игру актёров и бессвязный сценарий, резюмировав, что фильм «не оправдал даже самых элементарных ожиданий, возложенных на его концепцию». Майкл Гингольд из Rue Morgue решил, что фильму не хватает некоего остроумия или воображения, которое позволило бы с успехом реализовать задуманное; кроме того, Гингольд обратил внимание на «унылую» операторскую работу, отсутствие проработки характера главного злодея и беспорядочную постановку — всё это способствовало тому, что фильм легко забывается. Оценив «Винни-Пуха» в 1,5 звезды из 4, Ник Аллен из RogerEbert.com отметил, что лента неудачна и как комедия, и как ужасы, подчеркнув, что из-за недостаточно освещённых сцен трудно понять, что происходит на экране; Аллен также согласился с мнением других критиков относительно сценария и отсутствия интересных персонажей.
По итогам 2023 года многие издания включили «Винни-Пух: Кровь и мёд» в свои списки худших фильмов года (нередко на первом месте), в том числе
Rolling Stone, Looper, The Telegraph, Screen Rant, WhatCulture. По данным Metacritic, фильм получил худшие оценки критиков из вышедших в 2023 году.

### Награды и номинации
| Награда        | Дата церемонии | Категория                                  | Номинанты                                            | Результат | Ист.   |
| -------------- | -------------- | ------------------------------------------ | ---------------------------------------------------- | --------- | ------ |
| Золотая малина | 9 марта 2024   | Худший приквел, сиквел, ремейк или плагиат | «Винни-Пух: Кровь и мёд»                             | Победа    | [ 52 ] |
| Золотая малина | 9 марта 2024   | Худший фильм                               | Скотт Джеффри и Рис Фрейк-Уотерфилд                  | Победа    | [ 52 ] |
| Золотая малина | 9 марта 2024   | Худший режиссёр                            | Рис Фрейк-Уотерфилд                                  | Победа    | [ 52 ] |
| Золотая малина | 9 марта 2024   | Худший сценарист                           | Рис Фрейк-Уотерфилд                                  | Победа    | [ 52 ] |
| Золотая малина | 9 марта 2024   | Худший актёрский дуэт                      | Пух и Пятак в ролях кровожадных убийц из слэшера (!) | Победа    | [ 52 ] |

## Будущее

### Продолжение
В июне 2022 года Фрейк-Уотерфилд заявил об интересе в создании сиквела фильма, а уже в ноябре объявил о его разработке. «Винни-Пух: Кровь и мёд 2» вышел в кинотеатрах США 26 марта 2024 года.

### Общая вселенная и другие проекты
В ноябре 2022 года режиссёр заявил, что работает ещё над двумя фильмами ужасов, «Бэмби. Лесной кошмар» (англ. Bambi: The Reckoning) и «Питер Пэн. Кошмар в Нетландии» (англ. Peter Pan’s Neverland Nightmare), основанными на книгах «Бэмби. Биография из леса» и «Питер и Венди», которые, как и «Винни Пух», перешли в общественное достояние в США. В феврале 2023 года Фрейк-Уотерфилд объявил, что действие различных проектов происходит в одной и той же киновселенной, в то время как Jagged Edge Productions намеревается в конечном итоге создать кроссоверы с участием персонажей. 17 января 2024 года Jagged Edge Productions объявила о разработке фильма ужасов о Пиноккио, основанного на книге «Приключения Пиноккио»; действие ленты развернётся в этой же общей вселенной.
Фрейк-Уотерфилд также выразил заинтересованность в создании фильмов о Торе, скандинавском боге грома, а также в защищённых авторским правом франшизах, таких как «Телепузики», «Черепашки-ниндзя» и «Суперкрошки».